# 小幡 (茨城町)
小幡（おばた）は、茨城県東茨城郡茨城町の大字。

## 地理
茨城町の南西部に位置し、北は上飯沼、下飯沼、下土師、奥谷、東は小堤、秋葉、西は飯沼、南は下座、小美玉市橋場美、黒川を隔てて小美玉市西郷地と隣接する。

当地には小幡北山埴輪製作遺跡や、小幡城跡、千貫桜など、歴史的な史跡が存在する。

寛政川周辺の低地を除けば当地のほとんどは台地で、国道6号や旧道には商店や住宅が建ち並ぶが、それ以外の場所の多くは農耕地となっている。小美玉市橋場美地区との境界付近は清風台団地の一部となっている。

## 小字
以下の小字がある。
- 板橋
- 往還添
- 往還付
- 大泉塚
- 鏡田
- 梶田
- 金付面
- 上宿裏
- 北裏
- 北山
- 栗林
- 小池
- 五里谷津
- 権現入谷津
- 権現坂
- 権現下
- 権現坂東
- 堺田
- 桜峯
- 宍戸山
- 尻平沢
- 篠堤
- 城ノ内
- 城ノ下
- 諏訪山
- 先上
- 千貫桜
- 平
- 土門
- 寺後
- 寺付
- 寺前
- 遠西
- 中折
- 長久保
- 西峯
- 西谷津
- 初峯
- 原谷津
- 東裏
- 東峯
- 深田
- 藤山
- 古宿
- 三ツ池下
- 三ツ井戸
- 緑台
- 南表
- 南峯
- 南谷津
- 明神下
- 屋敷付
- 安塚
- 矢連
- 矢連下
- 山ノ崎

## 歴史
- 1889年（明治22年）：小幡村と上雨ヶ谷村、下雨ヶ谷村、下座村、鳥羽田村、秋葉村、生井沢村、神谷村、南島田村が合併して東茨城郡上野合村が誕生。小幡村は上野合村小幡に
- 1955年（昭和30年）2月11日：上野合村が長岡町、川根村、鹿島郡沼前村と合併し、東茨城郡茨城町が誕生。茨城町大字小幡になる。

## 世帯数と人口
2021年（令和3年）12月31日現在の世帯数と人口は以下の通りである。
| 町丁 | 世帯数  | 人口    |
| ---- | ------- | ------- |
| 小幡 | 673世帯 | 1,596人 |

## 小・中学校の学区
町立小・中学校に通う場合、学区は以下の通りとなる。
| 番地 | 小学校             | 中学校             |
| ---- | ------------------ | ------------------ |
| 全域 | 茨城町立青葉小学校 | 茨城町立青葉中学校 |

## 交通

### 道路
- 東関東自動車道
- 国道6号
- 茨城県道18号茨城鹿島線
- 茨城県道43号茨城岩間線（南線）
- 茨城県道59号玉里水戸線
- 茨城県道181号宮ヶ崎小幡線

### 鉄道
- 当地内に鉄道は走っていない。最寄り駅はJR常磐線石岡駅、羽鳥駅となる。

### バス
太字は当地内にあるバス停
| 系統 | 主要経由地 | 行先           | 運行会社  |
| ---- | --- | -------------- | --------- |
|      | 石岡駅・堅倉・桜並木入口・茨城小幡・新小幡・茨城東高校前・赤坂入口・奥ノ谷・長岡・県庁前・千波・大工町・水戸駅 | 石岡駅・水戸駅 | ■関東鉄道 |

- 水戸駅 - 大和田 - 鉾田駅線、水戸駅 - 上吉影 - 茨城空港線も当地内を通過するが、当地にバス停は設けられていない（最寄りは『小堤』バス停になる）。

## 施設

### 商業施設
- セブン-イレブン茨城町小幡店
- ファミリーマート茨城小幡店

### 飲食店
- 山田うどん茨城町店

### 教育
- 茨城県立茨城東高等学校：小幡2524
  - 1978年（昭和53年）4月1日開校。

### 史跡
- 小幡北山埴輪製作遺跡
- 小幡城跡

### 公共施設
- 小幡区民センター
- 五里峰農村集落センター
- 古宿公民館

## 祭事
- 小幡のまつり - 愛宕神社境内の八坂神社の祭礼。毎年7月20日前後に小幡区民センターで行われる。